# ГЭС-1 (местечко)
ГЭС-1 — местечко в Скребловском сельском поселении Лужского района Ленинградской области.

## История
По данным 1966 года местечко ГЭС-1 входило в состав Бутковского сельсовета.
По данным 1973 и 1990 годов местечко ГЭС-1 входило в состав Скребловского сельсовета.
В 1997 году в местечке ГЭС-1 Скребловской волости проживали 10 человек, в 2002 году — 4 человека (все русские).
В 2007 году в местечке ГЭС-1 Скребловского СП также проживали 4 человека.

## География
Местечко расположено в южной части района на автодороге 41К-144 (Киевское шоссе — Невежицы).
Расстояние до административного центра поселения — 4 км.
Расстояние до ближайшей железнодорожной станции Луга I — 20 км. 
Местечко находится на левом берегу реки Быстрица.

## Демография
| 1997 | 2007 | 2010 | 2017 |
| ---- | ---- | ---- | ---- |
| 10   | ↘4   | ↗6   | ↘0   |

## Улицы
Лесная, Промышленная, Речная.